# Α-N-アセチルガラクトサミニダーゼ
α-N-アセチルガラクトサミニダーゼ (Alpha-N-acetylgalactosaminidase、EC 3.2.1.49) は、細菌や動物が持つグリコシダーゼである。
この酵素をコードするヒトの遺伝子は、NAGAである。この遺伝子への変異やα-N-アセチルガラクトサミニダーゼ活性の欠損は、シンドラー病の原因であることが明らかになっている。